# Ludi Lin
Ludi Lin (kínaiul: 林路迪; pinjin: Lín Lùdí, 1987. november 11. –) kínai-kanadai színész és modell. 
Ő alakította Zack Taylort a Power Rangers (2017) című filmben. Murk, a víz alatti harcos megformálója volt az Aquamanben (2018) és Lance szerepében volt látható a Fekete tükör egy 2019-es epizódjában. 
2021-ben Liu Kang szerepében tűnt fel a Mortal Kombat mozifilmben.

## Fiatalkora és tanulmányai
A kínai Fucsouban született Ludit ausztráliai bentlakásos iskolákba küldték, ahol fiatalságának nagy részét töltötte. A középiskola utolsó évében Ludi Kanadába emigrált. A British Columbia Egyetemen diplomázott, ahol színészetet tanult. Ludi Los Angelesben film- és tévés színészi tanulmányokat is folytatott. Dietetikus alapképzést és további orvosi tanulmányokat is kitanult. Jelenleg Pekingben él.
Lin jártas a harcművészetekben. Miután befejezte a középiskolát, Thaiföldre utazott és megtanulta a Thai bokszot, a dzsúdzsucut és az olimpiai stílusú birkózást. Lin folyékonyan beszél angolul, mandarinul és kantonul.

## Filmográfia

### Film
| Év   | Magyar cím           | Eredeti cím          | Szerep                      | Magyar hang     |
| ---- | -------------------- | -------------------- | --------------------------- | --------------- |
| 2014 | A cuki szörnycsemete | Zhuo yao ji          | Szél szörnyvadász           |                 |
| 2017 | Power Rangers        | Power Rangers        | Zack Taylor / Fekete Ranger | Ungvári Gergely |
| 2018 | Aquaman              | Aquaman              | Murk                        |                 |
| 2019 |                      | In a New York Minute | David Qiao                  |                 |
| 2020 |                      | Son of the South     | Derek Ang                   |                 |
| 2021 | Mortal Kombat        | Mortal Kombat        | Liu Kang                    | Jéger Zsombor   |
| 2025 | Mortal Kombat II.    | Mortal Kombat II     | Liu Kang                    |                 |

Rövidfilmek
- The Intruders (2011) – Grant
- The Shannon Entropy (2012) – Holt
- Loners (2012) – Loner
- Stasis (2012) – Jake

### Televízió
| Év        | Magyar cím                 | Eredeti cím               | Szerep        | Megjegyzés                        |
| --------- | -------------------------- | ------------------------- | ------------- | --------------------------------- |
| 2012      |                            | Holiday Spin              | Clayton       | tévéfilm                          |
| 2014      | Marco Polo                 | Marco Polo                | Batbayer      | 1 epizód                          |
| 2019      | Fekete tükör               | Black Mirror              | Lance         | 1 epizód                          |
| 2020      | Szellemara                 | The Ghost Bride           | Lim Tian Bai  | 6 epizód                          |
| 2021      | Aquaman: Atlantisz királya | Aquaman: King of Atlantis | Murk (hangja) | 1 epizód                          |
| 2021      |                            | Humans                    | Wen Hao Kang  | 3 epizód                          |
| 2021–2022 |                            | Kung Fu                   | Kerwin Tan    | - visszatérő szerep - (1-2. évad) |